# Giovanni Manardo
Giovanni Manardo (Ferrare, 24 juillet 1462 – Ferrare, 8 mars 1536) est un médecin, botaniste et humaniste italien.

## Œuvres (sélection)
- Epistolarum medicinalium libri duodeviginti, Bâle, 1535